# Aylin Yıldızoğlu
Aylin Yıldızoğlu (Smirne, 13 febbraio 1975) è un'ex cestista turca.

## Carriera
Con la Turchia ha disputato i Campionati europei del 2005.